# Juan Ruiz de Alarcón
Juan Ruiz de Alarcón (asi 1581 Taxco – 4. srpna 1639 Madrid) byl mexicko-španělský spisovatel a dramatik španělského zlatého věku. Jeho komedie Podezřelá pravda (La verdad sospechosa) je považována za mistrovské dílo latinskoamerického barokního divadla.

## Život
Jeho rodina pocházela ze staré asturské šlechty. Jeho prarodiče byli mezi prvními Španěly, kteří dorazili do Mexika v roce 1535. Narodil se v Mexiku (tehdy Místokrálovství Nové Španělsko), ve městě Taxco, jež bylo po jeho smrti na jeho počest přejmenováno na Taxco de Alarcón. Byl malé postavy a trpěl hrbatostí. Kromě toho jeho zrzavé vlasy z něj dělaly předmět opovržení, protože některé části konzervativní katolické společnosti, ve které později žil, se domnívaly, že Jidáš Iškariotský byl zrzek.
V roce 1600 odešel do Španělska, kde studoval práva na univerzitě v Salamance. Studia ukončil roku 1605 s právnickou licencí, ale bez titulu. Chvíli vykonával právnickou praxi v Seville, poté se v roce 1608 vrátil do Mexika. V roce 1609 získal právní licenci i na Mexické univerzitě. Ani v Mexiku ale nezískal titul doktora práv, pravděpodobně kvůli poměrně značným nákladům spojeným s jmenovacím obřadem. Chvíli pracoval jako advokát a vyšetřující soudce, přičemž se opakovaně a neúspěšně pokoušel získat místo učitele na univerzitě.
Po návratu do Španělska kolem roku 1611 vstoupil do domácnosti markýze de Salinas a začal neúspěšně hledat práci u dvora. Ve stejné době, zřejmě čistě z finančních důvodů, se vrhl do psaní divadelních her. Jeho první hra, El semejante de sí mismo, byla neúspěšná, ale brzy se řada jeho her v Madridu úspěšně hrála. Deset let žil literárním životem, až si roku 1626 konečně zajistil kýžené lukrativní místo, když byl jmenován do Královské rady Indie (1626). Poté ukončil literární činnost, pouze nechal své hry vydat ve dvou svazcích (v letech 1628 a 1634), patrně proto, aby nebyly svévolně upravovány a hlavně připisovány jeho divadelnímu rivalovi Félixovi Lope de Vegovi.
V těchto svazcích je shromážděno dvacet divadelních her, předpokládá se, že jich napsal asi 25. Nejznámější z nich je La verdad sospechosa (vydána v roce 1634). První velká komedie v moderní francouzské literatuře, Corneillův Le menteur (Lhář), byla zjevně vytvořena podle ní. Jeho hry lze rozdělit do tří kategorií: společenské komedie, politická dramata a hry, které dramatizují astrologii, magii a další okultní praktiky. Napsal i několik nedramatických děl.
Alarcón vedl mnoho osobních sporů, mnoho z nich bylo s Lope de Vegou. Jeho zdrcující odpověď Vegovi v Los pechos privilegiados je nepřekonatelným příkladem chladných, opovržlivých invektiv.